# Klášter Aberconwy
Klášter Aberconwy (velšsky Abaty Aberconwy) býval cisterciácký klášter v waleském městě Conwy na jehož půdě vznikla Kronika kláštera Aberconwy. Anglický král Eduard I. jej roku 1283 nechal kvůli stavbě přemístit do Maenanu u Llanrwstu.
Původní založení u Rhedynog Felen u Caernarfonu pocházelo z roku 1186 a bylo fundací ze Straty Floridy. Zřejmě okolo roku 1192 se cisterciáci přestěhovali do Conwy patřící do diecéze Bangor a byli štědře obdarováni novým vládcem Llywelynem, za jehož podpory se klášter stal nejvýznamnějším v celém Walesu. Llywelyn byl v klášteře po své smrti roku 1240 pohřben a stejně tak i jeho synové. Roku 1283 byl klášter přesunut kvůli záměru krále Eduarda postavit v Conwy hrad.